# Оцано дел'Емилия
Оца̀но дел'Емѝлия (на италиански: Ozzano dell'Emilia, на местен диалект Uzän, Узан) е град и община в северна Италия, провинция Болоня, регион Емилия-Романя. Разположен е на 67 m надморска височина. Населението на общината е 13 114 души (към 2012 г.).